# Arthur Honegger
Arthur Honegger (ur. 10 marca 1892 w Hawrze, zm. 27 listopada 1955 w Paryżu) – szwajcarski kompozytor muzyki poważnej i filmowej, którego działalność związana była z francuskim życiem muzycznym.

## Życiorys
Oscar-Arthur Honegger (pierwszego imienia nigdy nie używał) urodził się w Hawrze. Jego rodzice pochodzili z Zurychu. Pierwszym jego nauczycielem muzyki był organista R.C. Martin. W latach 1909–1911 studiował w konserwatorium w Zurychu. Następnie (1911–1913) w Konserwatorium Paryskim pod kierunkiem Luciena Capeta (skrzypce), André Gedalge’a (kontrapunkt), Charles-Marie Widora (kompozycję) i Vincenta d’Indy’ego (orkiestrację). Był członkiem Grupy Sześciu, lecz w swej twórczości szybko wyszedł poza głoszone przez nią hasła. W roku 1918 skomponował muzykę do baletu Le dit des jeux du monde, gdzie po raz pierwszy objawił się jego charakterystyczny styl. W roku 1926 ożenił się z Andrée Vaurabourg, pianistką poznaną podczas studiów w paryskim konserwatorium. W roku 1932 urodziła się im córka Pascale. Honegger miał także syna Jeana-Claude’a (1926-2003) ze śpiewaczką Claire Croiza.
Skomponował pięć symfonii, a także koncerty, opery, pieśni, balety i oratoria. Jednym z jego najbardziej znanych utworów jest Pacyfik 231 – kompozycja programowa przedstawiająca lokomotywę parową o takiej właśnie nazwie. Utwór jest tak sugestywny, że z łatwością można wyobrazić sobie jak lokomotywa rusza, rozpędza się do ogromnej szybkości i hamuje.
W latach dwudziestych wiele podróżował po Europie i obydwu Amerykach jako dyrygent i wykonawca własnych utworów. Na początku lat 20. Honegger zwrócił na siebie uwagę psalmem Le Roi David (Król Dawid). Okres dwudziestolecia międzywojennego był dla Honeggera bardzo płodny. Skomponował muzykę do filmu Abela Ganca Napoleon, stworzył dziewięć baletów i trzy sceniczne dzieła wokalne – jedno z nich, „oratorium dramatyczne” Jeanne d’Arc au bûcher (1935), jest uważane za jeden z jego najlepszych utworów. Najczęściej współpracował z Jacques’em Ibertem, np. przy operze (L'Aiglon (1937)) i przy operetkach. W tym czasie napisał słynne Danse de la Chèvre (Taniec kozy) (1921) na flet dedykowane René Le Roy.
W czasie II wojny światowej zajmował się krytyką muzyczną, prowadził też klasę kompozycji w École Normale de Musique w Paryżu. W latach 1930–1950 napisał pięć symfonii. Najbardziej znana jest trzecia, powstała zaraz po zakończeniu wojny (w 1946 roku) – Symphonie liturgique. Trzy części tej kompozycji przypominają łacińską mszę (Dies Irae, De profundis clamavi i Dona nobis pacem). Oczywisty kontrast przedstawia czwarta symfonia – Deliciae Basilienses (Przyjemności w Bazylei), w której kompozytor opiewa dni wyzwolenia spędzone w Bazylei.
Honegger był powszechnie znany jako miłośnik kolejnictwa – pewnego razu powiedział: „Zawsze gorąco kochałem lokomotywy. Są dla mnie żywymi stworzeniami i kocham je jak niektórzy kochają kobiety lub konie.” Jego dzieło „mouvement symphonique” PACIFIC 231 (muzyczne odtworzenie dźwięków lokomotywy) już w roku 1923 zyskało wielką popularność.
W 1954 roku odznaczony został Legią Honorową w stopniu wielkiego oficera.
Ostatnie dzieło – Kantatę Bożonarodzeniową napisał w roku 1953. Arthur Honegger zmarł w domu z powodu zawału serca 27 listopada 1955 i został pochowany na cmentarzu Cimetière Saint-Vincent w Paryżu.

## Upamiętnienie
Wizerunek Arthura Honeggera był trzykrotnie umieszczany na znaczkach pocztowych:
- szwajcarskim, wydanym w 1972 w ramach pięcioznaczkowej serii portretującej słynnych Szwajcarów[4]
- niemieckim, wydanym w 1992 wraz z dwiema kopertami pierwszego obiegu (FDC), z okazji setnej rocznicy urodzin kompozytora[5]
- francuskim, wydanym w 1992 w ramach sześcioznaczkowej serii poświęconej współczesnym kompozytorom muzyki poważnej[6]

Portet Arthura Honeggera umieszczono na szwajcarskim dwudziestofrankowym banknocie, wprowadzonym do obiegu w 1996 w ramach ósmej serii banknotów. Od 2016 trwa proces zastępowania tej serii nowymi banknotami serii dziewiątej, jednak banknoty serii ósmej (w tym dwudziestofrankowy banknot z Honeggerem) nadal pozostają prawnym środkiem płatniczym (stan na 18 lipca 2018).

## Styl muzyczny
Wyrazistymi elementami stylu Honeggera są przede wszystkim:
- kontrapunkt nawiązujący do Bacha
- energiczna rytmika
- kolorystyczna harmonia
- bogactwo melodyczne
- impresjonistyczna orkiestracja
- duże rozmiary formalne.

Honegger nigdy nie był kompozytorem awangardowym, jednak udało mu się w pewnym stopniu zintegrować współczesne środki wyrazu z dawniejszymi kategoriami stylistycznymi. Hasła Grupy Sześciu i wpływ Igora Strawinskiego łączyły się w jego dziełach z upodobaniem do polifonii, wielkich form klasycznych i neoromantycznej instrumentacji.

## Twórczość

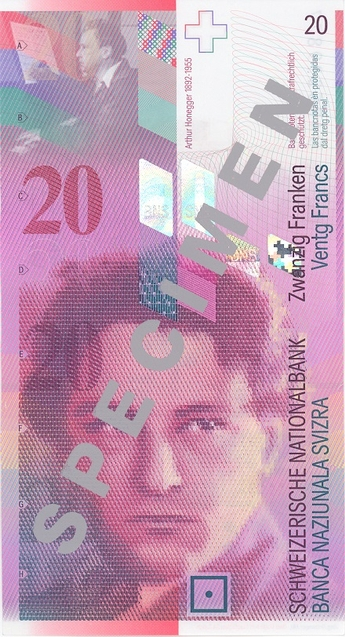
Wizerunek Arthura Honeggera na szwajcarskim banknocie dwudziestofrankowym

Numeracja dzieł Honeggera pochodzi z katalogu Harry’ego Halbreicha.
- Muzyka orkiestrowa:

Symfonie:
1930: H 75 Pierwsza Symfonia C-dur
1941: H 153 Druga symfonia na orkiestrę smyczkową i trąbkę D-dur (Symfonie na smyczki)
1946: H 186 Trzecia symfonia (Symphonie liturgique)
1946: H 191 Czwarta symfonia A-dur (Deliciae basiliensis)
1950: H 202 Piąta symfonia D-dur (Di tre re)
Utwory symfoniczne:
1923: H 53 Pacific 2.3.1 (1)
1928: H 67 Rugby (2)
1933: H 83 Utwór symfoniczny nr 3
Koncerty:
1948: H 196 Concerto da camera na flet, rożek angielski i smyczki
1929: H??? Koncert na wiolonczelę i orkiestrę
Inne:
1917: H 16 Le Chant de Nigamon
1920: H 31 Pastorale d’été
1923: H 47 Chant de joie (Pieśń radości)
1951: H 204 Monopartita
- Oratoria:

1921: H 37 Le Roi David (Król David) libretto – René Moraxe, wersja na orkiestrę z roku 1923,
1935: H 99 Jeanne d’Arc au bûcher, libretto Paul Claudel, wersja z prologiem w roku 1941
1938: H 131 La Danse des morts (Taniec śmierci) libretto Paul Claudel
1953: H 212 Une Cantate de Noël (kantata bożonarodzeniowa)
- Opery:

1926: H 65 Antigona, libretto Jeana Cocteau według Sofoklesa.
- Balety:

1918: H 19 Le Dit des jeux du monde
1921: H 38 Horace victorieux, symphonie mimée
- Muzyka kameralna:

Kwartety smyczkowe
1917: H 15 Kwartet smyczkowy nr 1 c-moll
1935: H 103 Kwartet smyczkowy nr 2 D-dur
1937: H 114 Kwartet smyczkowy nr 3 E-dur